# Ibestad
Ibestad è un comune norvegese della contea di Troms.